# Moudouvaya
Moudouvaya (ou Moundouvaya) est une localité du Cameroun située dans le département du Mayo-Sava et la Région de l'Extrême-Nord, à proximité de la frontière avec le Nigeria. Elle fait partie de l'arrondissement de Tokombéré et du canton de Makilingaye. 

## Population
En 1966-1967 la localité comptait 502 habitants, des Mbokou, des Peuls, des Mouyeng et des Mada.
Lors du recensement de 2005, 1 828 personnes y ont été dénombrées.